# Manilkara mochisia
Manilkara mochisia är en tvåhjärtbladig växtart som först beskrevs av John Gilbert Baker, och fick sitt nu gällande namn av Marcel Marie Maurice Dubard. Manilkara mochisia ingår i släktet Manilkara och familjen Sapotaceae. Inga underarter finns listade i Catalogue of Life.